# Borletti
Borletti ist eine italienische Unternehmensgruppe im Besitz der gleichnamigen Familie. Diese besitzt eine Beteiligung an der italienischen Gruppe La Rinascente. Unter dem Namen Veglia Borletti wurden Fahrzeugteile produziert, dieser Geschäftsbereich gehört jedoch mittlerweile zum Fiat-Tochterunternehmen Magneti Marelli.

## Familie Borletti
Die Familie Borletti ist eine traditionsreiche Unternehmerfamilie in Mailand. Die Brüder Senatore Borletti und Romualdo Borletti erlangten bereits im 19. Jahrhundert Bekanntheit, unter anderem als Besitzer einer Fabrik, die Wecker produzierte. Im Ersten Weltkrieg profitierte die Fabrik durch Umstellung auf die Handgranatenherstellung. Außerdem war die Familie in der Verlagsbranche engagiert, Herausgeber mehrerer Magazine und Zeitungen, darunter die in Mailand erschienene italienische Tageszeitung Il Secolo (1866–1927).
Andere Engagements der Familie Borletti betrafen die Textilherstellung, Chemieunternehmen, Versicherungen, Werbeagenturen und die Automobilfertigung.
Von 1926 bis 1928 war Senatore Borletti Eigentümer und neunter Präsident des Fußballvereins Inter Mailand. Gemeinsam mit Piero Pirelli, Edoardo Agnelli und Renato Sacerdoti förderte Borletti den Kontakt zwischen Industrie, Werbebranche und Fußballsport. Borletti war jahrzehntelang Hauptsponsor des bekannten Mailänder Basketballvereins Olimpia Milano (damals Borletti Milano).
Die Borlettis sind verwandt mit der Gründerfamilie des französischen Silberbesteck-Herstellers Christofle (1928 heiratete Carla Borletti den damaligen Inhaber) und waren ab 1930 zeitweise dessen Mehrheitseigner. Auch die Handelskette Standa, gegründet 1931 von der Familie Monzino, entstand mit finanzieller Unterstützung der Borlettis.
Das heutige Oberhaupt der Familie ist Maurizio Borletti. Maurizio Borletti war von 1993 bis etwa 2005 Chef von Christofle.

## Unternehmen

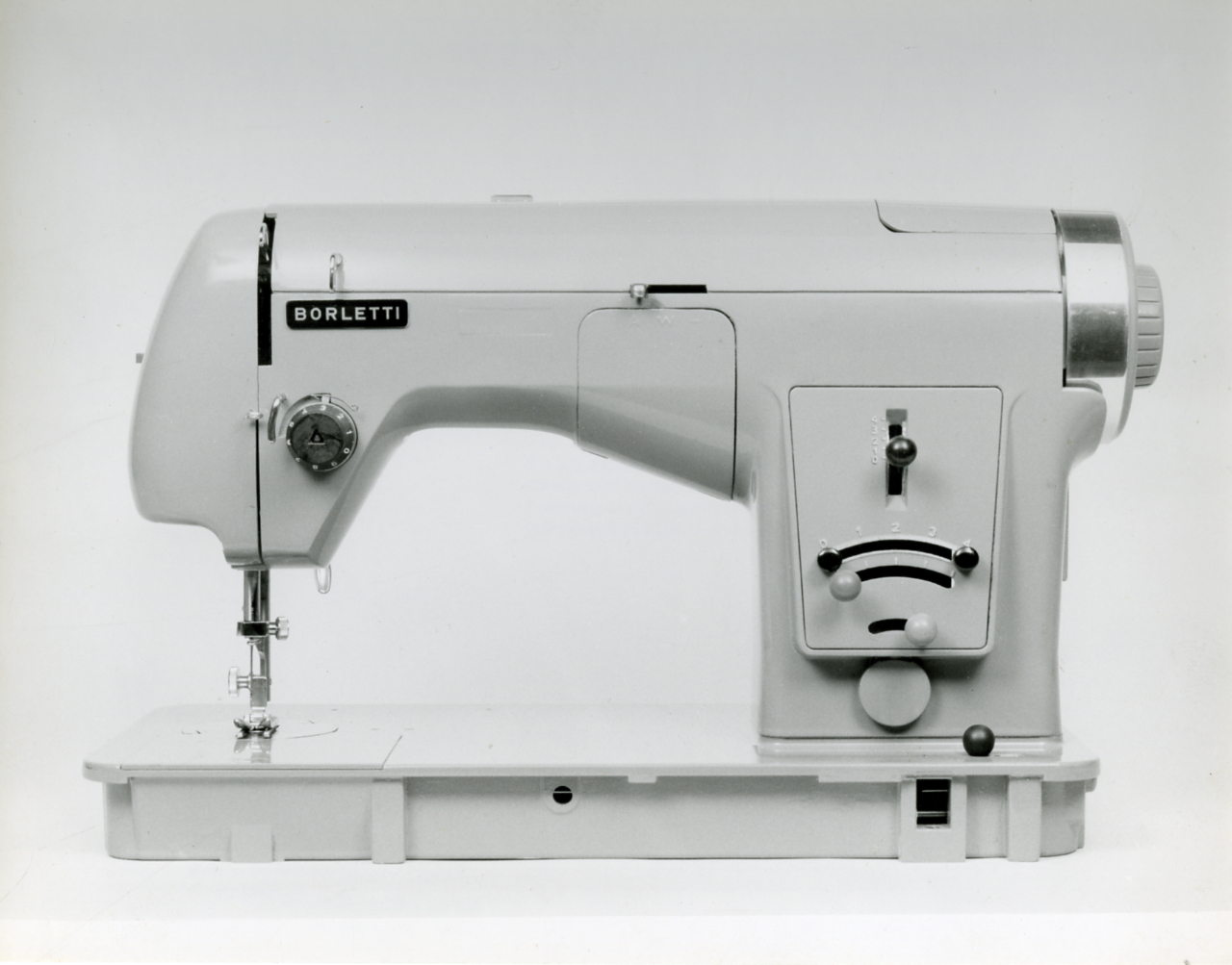
Nähmaschine Superautomatik Modell 1102 entworfen von Marco Zanuso für Borletti (Compasso d’oro preis). Foto von Paolo Monti, 1956.

Die Familie Borletti ist heute unter anderem beteiligt an:
- La Rinascente und deren Tochtergesellschaft UPIM: La Rinascente ist eine italienische Luxus-Kaufhauskette. Sie wurde 1865 von Federico Bocconi gegründet und war 1887 das erste Warenhaus in Rom. 1917 wurde sie von den Brüdern Senatore Borletti und Romualdo Borletti aufgekauft. 1969 wurde die Rinascente-Gruppe zusammen mit der Tochtergesellschaft UPIM (150 eigene Filialen und 200 auf Franchising-Basis betriebene Häuser) von der Familie Agnelli, Eigentümer der Fiat-Gruppe, aufgekauft. 1997 wurde das luxemburgische Unternehmen Eurofind, hinter der der Handelskonzern Auchan der französischen Familie Mulliez und der Investmentarm IFIL der Familie Agnelli stand, für 888 Millionen Euro in bar Mehrheitsaktionär von La Rinascente; 2002 wurde die Firma vollständig aufgekauft und von der Börse genommen. Im Mai 2005 wurde UPIM wieder von La Rinascente abgetrennt und beide an die Investorengruppe Tamerice verkauft, der neben der Familie Maurizio Borletti weitere Investoren angehörten. Heute zählen zur Rinascente-Gruppe ein Concept Store und 13 weitere Häuser in Zentrumslagen größerer italienischer Städte. Weitere Eröffnungen stehen bevor, darunter in Rom das künftig größte der Gruppe. In zwei Häusern wird unter der Tochtermarke Jam Kleidung für Jugendliche angeboten. Die Rinacente-Gruppe erzielt einen Jahresumsatz von rund 400 Mio. Euro, davon die Hälfte im bisherigen Haupthaus am Mailänder Dom.

- Karstadt-Immobilien: 2007 beteiligte sich das Konsortium Highstreet (bestehend aus Borletti, RREEF, Pirelli RE, Goldman Sachs und Generali) mit 49 % an den Karstadt-Immobilien des deutschen Warenhauskonzerns Arcandor. Borletti bot Arcandor eine Überkreuzbeteiligung an den Karstadt-Premiumhäusern (unter anderem das KaDeWe in Berlin, das Alsterhaus in Hamburg und Oberpollinger in München) an, die jedoch nicht zustande kam. Mit Stand Juni 2009 gehören 85 % der Karstadt-Immobilien diesem Konsortium. Im Zuge der Insolvenz von Arcandor im Juni 2009 bekundete Borletti erneut Interesse an der Übernahme der rentabelsten Häuser. Ende Juli 2010, nach Ablauf der Bietefrist, legte Borletti ein Kaufgebot für Karstadt vor. Dieses wurde von Karstadt-Insolvenzverwalter Klaus Hubert Görg als „ohne Substanz“ kritisiert und zurückgewiesen.[2]